# Allison Mayfield
Allison Mayfield (ur. 3 października 1989 w Kansas City) – amerykańska siatkarka, grająca na pozycji przyjmującej. Od stycznia 2019 roku występuje w węgierskiej drużynie Fatum Nyíregyháza.

## Sukcesy klubowe
Mistrzostwo Finlandii:
- 2017

Mistrzostwo Peru:
- 2018

Puchar Węgier:
- 2019

Mistrzostwo Węgier:
- 2019